# Parasinelobus chevreuxi
Parasinelobus chevreuxi är en kräftdjursart som först beskrevs av Dollfus 1898.  Parasinelobus chevreuxi ingår i släktet Parasinelobus och familjen Tanaidae. Inga underarter finns listade i Catalogue of Life.